# Aguasay (gemeente)
Aguasay is een gemeente in de Venezolaanse staat Monagas. Aguasay telt 16.000 inwoners. De hoofdplaats is Aguasay.